# Dmitri Doubovskoï
Dmitri Aleksandrovitch Doubovskoï (en russe : Дмитрий Александрович Дубовской) est un joueur russe de volley-ball né le 21 février 1987. Il mesure 1,94 m et joue réceptionneur-attaquant.

## Clubs
| Club                  | De        | À         |
| --------------------- | --------- | --------- |
| SGIFK-Phénix Smolensk | 2006-2007 | 2006-2007 |
| Dinamo Moscou-2       | 2007-2008 | 2012-2013 |
| VK Tioumen            | 2013-2014 | ...       |

## Palmarès
- Supercoupe de Russie (1)
  - Vainqueur : 2008